# Frank Rubio
Francisco Carlos „Frank” Rubio (n. 25 ianuarie 1975, Los Angeles, California, SUA) este un locotenent colonel al armatei americane și pilot de elicopter, medic de zbor și astronaut NASA.
În 2017, Rubio a fost selectat ca membru al NASA Astronaut Group 22 și și-a început pregătirea de doi ani. La 15 iulie 2022, NASA a anunțat că va zbura la bordul Soyuz MS-22. Rubio a fost lansat la bordul Soyuz MS-22 la 21 septembrie 2022, alături de cosmonauții Roscosmos Serghei Prokopiev și Dmitri Petelin.

## Viața personală
Rubio și soția sa, Deborah, au patru copii.